# Sunnybrae Cottage

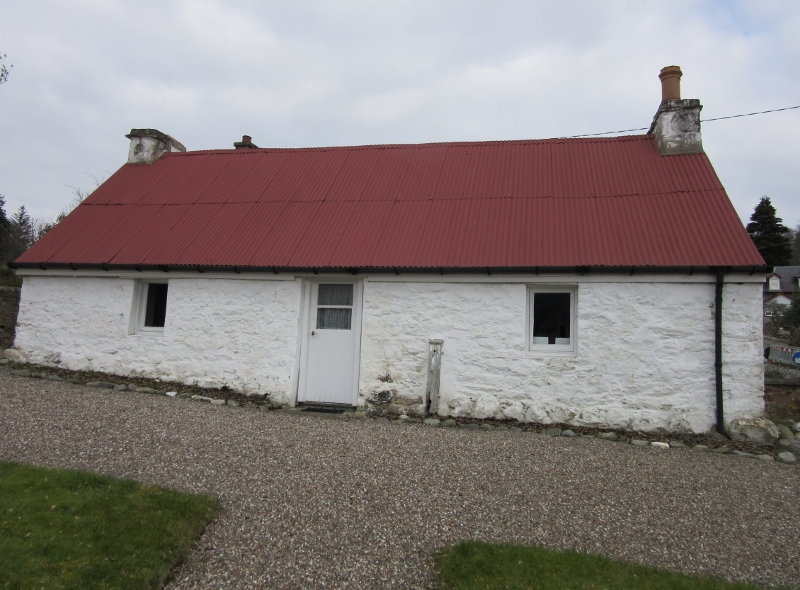
Sunnybrae Cottage

Sunnybrae Cottage ist ein Wohngebäude in der schottischen Ortschaft Pitlochry in der Council Area Perth and Kinross. 1991 wurde das Bauwerk in die schottischen Denkmallisten zunächst in der Kategorie B aufgenommen. Die Hochstufung in die höchste Denkmalkategorie A erfolgte 1998. Eine zusätzliche Einstufung als Scheduled Monument wurde 2013 aufgehoben.

## Beschreibung
Das einstöckige Gebäude an der Einmündung der Larchwood Road in die Atholl Road (A924) im historischen Zentrum Pitlochrys weist einen länglichen Grundriss auf. Es wurde im späten 18. oder frühen 19. Jahrhundert erbaut, wobei Fragmente eines Vorgängerbauwerks integriert wurden. Es handelt sich um ein guterhaltenes Exemplar eines Cruck-Hauses, ein einst weitverbreiteter Bautyp in Schottland. Seine Fassaden sind teils mit Harl verputzt. Die südexponierte Hauptfassade mit kleinen Fenstern ist drei Achsen weit. Die beiden Giebelseiten sind schmucklos. Zwei Crucks stützen das Reetdach, das bis heute erhalten, äußerlich jedoch nicht sichtbar ist, da es mit rotem Wellblech belegt ist.